# Jaime Parada
José Jaime Parada Hoyl (sinh Santiago, Chile; 2 tháng 11 năm 1977) là một nhà hoạt động quyền đồng tính và chính khách người Chile, người đã trở thành người đồng tính công khai đầu tiên được bầu vào văn phòng công cộng ở Chile. Ông là phát ngôn viên của Movimiento de Integración y Liberación Homosexual, tổ chức quyền đồng tính hàng đầu Chile. Ông được bầu làm ủy viên hội đồng xã Providencia tại quê nhà cho nhiệm kỳ 2012–2016.

## Lịch sử bầu cử

### Bầu cử thành phố 2012
- Bầu cử thành phố 2012, cho hội đồng thành phố Providencia[2]

(Các ứng cử viên có hơn 2% số phiếu được liệt kê.)
| Ứng cử viên                 | Liên minh                | Đảng | Phiếu bầu | %     | Kết quả  |
| --------------------------- | ------------------------ | ---- | --------- | ----- | -------- |
| Manuel Monckeberg Balmaceda | Coalición                | RN   | 8249      | 13,16 | Được bầu |
| Pilar Cruz Hurtado          | Coalición                | RN   | 5374      | 8,57  | Được bầu |
| Nicolás Muñoz Montes        | Concertación Democrática | PDC  | 4600      | 7,34  | Được bầu |
| Iván Noguera Phillips       | Coalición                | UDI  | 4468      | 7,13  | Được bầu |
| Jaime Parada Hoyl           | El Cambio por Ti         | PRO  | 3551      | 5,67  | Được bầu |
| Rodrigo García Márquez      | Por un Chile Justo       | PPD  | 3320      | 5,30  | Được bầu |
| Pedro Lizana Greve          | Coalición                | ILH  | 3207      | 5,12  | Được bầu |
| Pablo Jaeguer Cousiño       | Concertación Democrática | PDC  | 3068      | 4,90  |          |
| Leonardo Perez Brown        | Por un Chile Justo       | ILE  | 2381      | 3,80  |          |
| Tomas Irarrázaval Llona     | Coalición                | UDI  | 2353      | 3,75  |          |
| Mónica Rasmussen Villacura  | Coalición                | UDI  | 2192      | 3,50  |          |
| Malva Retamales Zamorano    | Por un Chile Justo       | PC   | 2015      | 3,21  |          |
| Virginia Vial Valenzuela    | Coalición                | UDI  | 1984      | 3,17  |          |
| David Silva Jhonson         | Concertación Democrática | PS   | 1904      | 3,04  | Được bầu |
| María Gaete Drago           | Concertación Democrática | PS   | 1677      | 2,68  |          |